# Allobates gasconi
Espèce
Synonymes
- Colostethus gasconi Morales, 2002 "2000"

Statut de conservation UICN

 DD  : Données insuffisantes
Allobates gasconi est une espèce d'amphibiens de la famille des Aromobatidae.

## Répartition
Cette espèce est endémique du Brésil. Elle se rencontre dans le bassin du rio Juruá entre 100 et 250 m d'altitude dans les États d'Amazonas et de l'Acre.

## Étymologie
Cette espèce est nommée en l'honneur de Claude Gascon.

## Publication originale
- Morales, 2002 "2000" : Sistemática y biogeografía del grupo trilineatus (Amphibia, Anura, Dendrobatidae, Colostethus), con descripción de once nuevas especies. Publicaciones de la Asociación de Amigos de Doñana, no 13, p. 1-59.